# 上方落語をきく会

上方落語をきく会（かみがたらくごをきくかい）は、朝日放送ラジオ（ABCラジオ）が1955年から「上方」（主に大阪市内）で年に数回（2009年まで）→年に1回（2012年以降）主催している落語会。
現在（2024年時点）の上方落語では最古の落語会で、2019年度に公益社団法人企業メセナ協議会から「メセナ活動」に認定。また、公演の生中継や収録放送を、ABCラジオで定期的に実施している。
なお、北御堂で開催されていた同名の落語会（季刊「上方芸能」の前身の機関紙を発行）はこの会とは無関係である。また、ABCの会は北御堂の会と区別するため、一時期「ABC上方落語をきく会」と称していたことがある。

## 概要

### 沿革
上方の落語界は、5代目笑福亭松鶴、2代目立花家花橘、4代目桂米團治、2代目桂春團治といった「大看板」（大物の落語家）が1950年（昭和25年）から1953年（昭和28年）にかけて他界したことなどから、「没落寸前」と呼ばれるほどの危機に瀕していた。現に、「大看板」の没後も上方落語を演じる落語家はわずかで、寄席の「番組」（プログラム）も漫才を中心に構成。このような状況で、落語家は京阪神以外での地方の寄席などへの出演を通じて糊口を凌いでいた。
さらに、若手の落語家は、数少ない寄席への出演機会をめぐってグループを結成。4代目枝鶴（後の6代目笑福亭松鶴）や2代目福團治（後の3代目桂春團治）のように戎橋松竹を拠点に活動するグループ（戎橋松竹派）と、3代目桂米朝や3代目小文枝（後の5代目桂文枝）のように、「宝塚若手落語会」（後述）を経て宝塚新芸座に所属するグループ（宝塚若手落語会）に分裂していた。
その一方で、実業家の小林一三が1952年（昭和27年）に「宝塚若手落語会」を主宰したのを皮切りに、「三越落語会」、文楽座別館「土曜寄席」、「京都市民寄席」、ラジオ神戸「神戸寄席」など、京阪神の各会場で落語会の旗揚げが相次いだ。
このような状況の下で1951年（昭和26年）に開局した朝日放送（現在の朝日放送ラジオ）では、本放送の開始を前に、朝日会館（大株主の朝日新聞大阪本社が大阪市北区中之島で経営していた文化施設）で2代目桂春團治による高座の公開収録を実施。その際に披露された「十三番」（13演目）から、1週につき「一番」（1つの演目）の収録演目をノーカットで流す演芸番組『春團治十三夜』を、11月13日から翌1952年の2月5日まで毎週火曜日に放送した。ちなみに、プロデューサーの松本昇三は、2代目春團治の訃報へ接した際に「上方落語の将来は暗く、『もう終わりかな』と思った」という。
これに対して、1955年（昭和30年）に朝日放送へ入社した澤田隆治は、松本の下でラジオの演芸番組を担当すること（演芸担当）を志望。当時の「演芸担当」はまだ「花形（の仕事）」と言い難かったが、澤田は「演芸担当」へ正式に配属されると、周囲からの好奇の目をよそに寄席や戎橋松竹へ通い始めた。さらに、通い始めてからすぐに「上方落語の危機」を感じ取ると、「上方落語をきく会」の開催に向けた企画書を作成。この企画を松本が採用することによって、開催に漕ぎ着けた。澤田による企画の背景には、「（当時交流を断っていた）『戎橋松竹派』と『宝塚若手落語会』の落語家を競演させる」という思惑があったとのことで、松本へ提出した企画書にも「上方落語は東京落語に押されているばかりか、関西においては、漫才の興隆のために影を薄めつつある」という趣旨の文言が記されている。ちなみに、「上方落語をきく会」の開催に際しては、引退同然だった古老に高座への復帰を働き掛けていたという。
第1回は1955年（昭和30年）12月1日に、三越劇場（大阪市内の高麗橋で当時営業していた三越大阪店内の劇場）で開催。演目は桂春坊『浮世床』、2代目桂福團治『月並丁稚』、3代目桂米朝『住吉駕籠』、3代目林家染丸『ふぐなべ』、4代目笑福亭枝鶴『寄合酒』、橘ノ圓都『高尾』、4代目桂文團治『らくだ』で、反響が大きかったことから、以降も年に2 - 3回のペースで開催するに至った。また、回を重ねるにつれて、東京の落語家も招くようになった。
昭和30年代には、松鶴、米朝、春團治、小文枝のいわゆる上方落語四天王を中心に、60年代後半になると、3代目笑福亭仁鶴、2代目桂枝雀、桂三枝（現：6代桂文枝）、2代目桂春蝶といった次世代の若手たちの登竜門になり、同局主催の「1080分落語会」とともに、当時の落語ブームを牽引した。やがて、落語家が増え、大小の落語会があちこちで開催されるようになると、「上方落語をきく会」はよりテーマ性を強く打ち出したプログラム（若手鍛錬を銘打った「しごきの会」など。後述）で構成されるようになった。その中で第69回に行われた新作落語特集は「創作落語ブーム」の嚆矢となる役割を果たした。
構成作家の日沢伸哉が2009年（平成21年）10月にクモ膜下出血で急逝した際に開催が一時中断されたが、2012年（平成24年）に再開。中断前の公演では無料招待（ハガキで応募を受け付けたうえで応募者に招待券を発送する）方式で観客を招いていたが、再開後は「ラジオでの生中継と連動した有料興行」として開催されている。

### 会場
三越劇場から大淀のABCホール（初代→2代目）をへて、難波の髙島屋ホールへ移った。近年は会場が頻繁に変わっており、国立文楽劇場、毎日放送本社の西隣（大阪市北区茶屋町）にある梅田芸術劇場、同局が運営していた初代のシアターBRAVA!（閉館後は読売テレビが第3代本社の敷地に使用）、大阪市外（兵庫県尼崎市）にあるあましんアルカイックホール・オクトが使われたこともある。

## ラジオでの放送
1997年からは、公演と同時に収録した演目の一部を『日曜落語 〜なみはや亭〜』（ABCラジオ）で放送。同局が開局60周年を迎えた2012年からは、1月もしくは2月に開かれる公演の生中継を実施している。

### 「朝日放送創立50周年記念 第100回上方落語をきく会」
朝日放送開局50周年記念事業の一環で、「第100回 白鶴 上方落語をきく会」（白鶴酒造の単独協賛による3部構成の公演）として、2000年11月11日（土曜日）にABCホール（2代目）で13時間にわたって開催。第3部（21:00開演）はレイトショー扱いで、桂吉朝が『地獄八景亡者戯』、6代目笑福亭松喬が『らくだ』を披露した。
総合司会は『日曜落語 〜なみはや亭〜』の席亭（進行役）である伊藤史隆（朝日放送アナウンサー）、および中村智子（当時は朝日放送アナウンサー）で、伊藤は出演者が高座へ上がるたびにめくりを捲る役割も担っていた。

### 「朝日放送創立60周年記念 ABCラジオ上方落語をきく会」
朝日放送開局60周年記念事業の一環として、2012年1月23日（月曜日）から1月27日（金曜日）まではABCホール（3代目）、1月28日（土曜日）のみ梅田芸術劇場（シアター・ドラマシティ）で開催。自ら高座に上がるほど落語に造詣の深い三代澤康司（当時は朝日放送アナウンサー）が全公演の総合司会を務めたほか、伊藤史隆をはじめ、ABCラジオのパーソナリティが「日替わり席亭」として出演した。
なおABCラジオでは、公演の大半を生中継。ABCホールでの公演分を19:00 - 21:00に、最終日に当たるシアター･ドラマシティでの公演分を12:30 - 15:30（昼の部）・18:00 - 21:00（夜の部）に放送した。いずれの中継でも、公演の前半と後半の合間に、前半で高座に上がった落語家と「日替わり席亭」がステージ上で鼎談。公演日によっては、演目に共通のテーマを設けたり、進行役以外の朝日放送アナウンサー（芦沢誠・柴田博・北村真平など）が落語家に交じって大喜利に挑んだりしている。
また、最終日の1月26日には、8時間半にわたる放送枠を編成。「昼の部」と「夜の部」の合間（15:30 - 18:00）には、『ABC朝日ニュース』『ABC交通情報』をはさみながら、ABCラジオのスタジオから芦沢の進行・小佐田定雄（落語作家）の解説で特別企画「上方落語をきく会 あの素晴らしい噺をもう一度」を放送した。この企画では、同局の落語ライブラリーに所蔵されている貴重な音源から、6代目松鶴・5代目文枝・枝雀が生前に「上方落語をきく会」で披露した名人芸を紹介している。

#### 主な出演者
演者：演目が生中継で放送される落語家（芸名は出演時点、出演順に表記）

●：当初出演を予定していた6代目笑福亭松喬が病気療養で休演したことによる代演

◎：出演時点で朝日放送（2018年4月以降はABCテレビ）のアナウンサー

『　』：出演時点で「日替わり席亭」がレギュラーを務めていたABCラジオの番組

- 総合司会：三代澤康司（『ドッキリ!ハッキリ!三代澤康司です』）
- ABCホールでの公演
  - 2012年1月23日（開演18:30、放送19:00 - 21:00）
    - 日替わり席亭：桂紗綾◎（『ドッキリ!ハッキリ!三代澤康司です』月曜日）
    - 演者：桂かい枝、桂こごろう（現：桂南天）、笑福亭三喬（現：7代目笑福亭松喬）●、桂文珍

  - 2012年1月24日（開演19:00、放送19:00 - 21:00）
    - 日替わり席亭：妹尾和夫・安井牧子（『とことん全力投球!!妹尾和夫です』）
    - 演者：桂あやめ、桂雀三郎、桂文太、笑福亭鶴光

  - 2012年1月25日（開演18:30、放送19:00 - 21:00、特集「『東の旅』発端から三十石まで」）
    - 日替わり席亭：桑原征平（『桑原征平粋も甘いも』）
    - 演者：桂吉弥、桂文三、笑福亭生喬●、林家染丸

  - 2012年1月26日（開演18:30、放送19:00 - 21:00）
    - 日替わり席亭：武田和歌子◎・井之上チャル（『武田和歌子のぴたっと。』）
    - 演者：桂団朝、桂小枝、桂文福、笑福亭福笑

  - 2012年1月27日（開演18:30、放送19:00 - 21:00）
    - 日替わり席亭：慶元まさ美（『慶元まさ美のおはようパートナー』）、土谷多恵子[8]（『ドッキリ!ハッキリ!三代澤康司です』金曜日）
    - 演者：笑福亭鶴二、桂文我、桂小春團治、笑福亭仁智、桂南光
- シアター･ドラマシティでの公演（2012年1月28日、放送12:30 - 21:00）
  - 昼の部（開演12:30）
    - 日替わり席亭：伊藤史隆◎（『日曜落語 〜なみはや亭〜』）
    - 演者：笑福亭銀瓶、桂梅團治、桂きん枝（現：4代桂小文枝）、月亭八方、桂ざこば、笑福亭仁鶴

  - 夜の部（開演18:00）
    - 日替わり席亭：道上洋三◎[9]（『おはようパーソナリティ道上洋三です』）
    - 演者：桂文華、笑福亭三喬、桂米團治、桂塩鯛、桂三枝、3代目桂春團治[10]

### 「第111回 ABCラジオ上方落語をきく会」
2013年1月26日（土曜日）にシアターBRAVA!で開催。昼の部（12:00開演）と夜の部（17:30開演）の2部構成で、三代澤と伊藤が共同で総合司会を務めた。また夜の部では、病気療養のために「朝日放送創立60周年記念 ABCラジオ上方落語をきく会」の休演を余儀なくされた6代目松喬が「大トリ」で高座に上がった（同年7月30日に逝去）。
ABCラジオでは、当日の12:30 - 21:00に特別番組として、「ABCラジオ 上方落語をきく会」を編成。昼の部・夜の部の全公演をほぼ生中継で放送した。各部の中入り（休憩時間）には、朝日放送本社のラジオ報道ブースから『ABC朝日ニュース』『ABC天気予報』、シアターBRAVA!舞台袖特設ブースから演目を終えたばかりの落語家と三代澤・伊藤による鼎談をそれぞれ放送。昼の部と夜の部の合間（15:30 - 18:00）には、上記ブースからの生中継企画として、桂団朝・宇野ひろみの進行で『歌謡大全集』（1975年度 - 2010年度のナイターオフ期間に放送された楽曲リクエスト番組）を特別に復活させている。

#### 主な出演者
- 昼の部（開演12:00、放送12:30 - 15:30）
  - 演者：桂二乗※開口一番につきオフエア、桂ちょうば（現：桂米之助）、桂かい枝、桂南天、桂千朝、笑福亭仁智、桂ざこば
- 夜の部（開演17:30、放送18:00 - 21:00）
  - 演者：桂治門※開口一番につきオフエア、笑福亭たま、桂吉弥、笑福亭三喬、3代目桂春團治、桂米團治、6代目笑福亭松喬

### 「第112回 ABCラジオ上方落語をきく会」
2014年2月1日（土曜日）に梅田芸術劇場（シアター･ドラマシティ）で開催。前年に引き続き、昼の部（12:00開演）と夜の部（17:30開演）の2部構成で、三代澤と伊藤が共同で総合司会を務めた。ABCラジオでも、前年に続いて、当日の12:30 - 21:00に特別番組「ABCラジオ 上方落語をきく会」で昼の部・夜の部の全公演を放送した。昼の部と夜の部の合間（15:30 - 18:00）には、『ABCニュース』『ABC交通情報』をはさみながら、ABCラジオのスタジオから昼の部の開口一番を務めた笑福亭鉄瓶と北村真平の進行・小佐田定雄の解説で、2年前と同趣旨の特別企画「鉄瓶・真平の上方落語ちょっといい話」を放送した。

#### 主な出演者
- 昼の部（開演12:00）
  - 演者：笑福亭鉄瓶※開口一番につきオフエア、林家染弥（現：林家菊丸）、月亭文都、桂坊枝、桂雀三郎、桂ざこば、月亭八方
- 夜の部（開演17:30）
  - 演者：桂吉の丞[14]※開口一番につきオフエア、3代目桂春蝶、桂南天、桂文華、笑福亭鶴二、笑福亭三喬、桂文珍

### 「第113回 ABCラジオ上方落語をきく会」
2015年1月31日（土曜日）に梅田芸術劇場（シアター･ドラマシティ）で開催。本編の構成は前年と同じ。昼の部と夜の部の合間（15:30 - 18:00）には、『ABCニュース』『ABC交通情報』をはさみながら、ABCラジオのスタジオから鉄瓶と北村の進行・小佐田の解説で、特別企画「上方落語若手噺家図鑑」を放送した。

#### 主な出演者
- 昼の部（開演12:00）
  - 演者：桂優々※開口一番につきオフエア、桂そうば、桂かい枝、笑福亭銀瓶、笑福亭福笑、桂文太、桂ざこば
    - ざこばが披露していた演目は『蜆売り』で、本人の他界（2024年6月12日）を受けて朝日放送ラジオが同年12月28日（土曜日）の21:30 - 23:00に編成した『上方落語をきく会～追善  桂ざこばさん  弟子だけが知るその素顔～』（伊藤の進行による追悼特別番組）では、この演目の同録音源をノーカットで放送。
- 夜の部（開演17:30）
  - 演者：笑福亭喬介※開口一番につきオフエア、桂ちょうば、笑福亭たま、桂吉弥、桂南天、林家菊丸、笑福亭三喬

### 「第114回 ABCラジオ上方落語をきく会」
2016年1月30日（土曜日）に梅田芸術劇場（シアター･ドラマシティ）で開催。昼の部と特別企画の構成は前年と同じ。夜の部では朝日放送開局65周年記念企画として「しごきの会」が28年ぶりに復活した（後述）。

#### 主な出演者
- 昼の部（開演12:00）
  - 演者：桂ぽんぽ娘※開口一番につきオフエア、桂華紋、桂佐ん吉、桂吉弥、笑福亭鶴光、桂文華、笑福亭三喬
- 夜の部「南天しごきの会」（開演17:30）
  - 演者[17]：桂咲之輔※開口一番につきオフエア、桂南天、桂文珍、桂ざこば

### 「第115回 ABCラジオ上方落語をきく会」
2017年1月21日（土曜日）に梅田芸術劇場（シアター･ドラマシティ）で開催。この回は昼の部（平成3年入門の文三・南天vs.平成6年入門の3代目春蝶・かい枝）・夜の部（吉弥vs.三喬 師弟二代の長講対決）とも対抗戦形式を取り入れた。

#### 主な出演者
- 昼の部「平成3年入門組vs.平成6年入門組」（開演12:00）
  - 演者：桂弥太郎※開口一番につきオフエア、桂三語、3代目桂春蝶、桂かい枝、桂きん枝、桂文三、桂南天
- 夜の部（開演17:30）
  - 演者[19]：笑福亭呂好※開口一番につきオフエア[20]、桂吉弥『地獄八景亡者戯』[21]、笑福亭三喬『らくだ』

### 「第116回 ABCラジオ上方落語をきく会」
2018年1月20日（土曜日）にあましんアルカイックホール・オクトで開催。総合司会には、三代澤・伊藤に加えて、後輩アナウンサーの桂紗綾を初めて起用。桂紗綾は本編で三代澤・伊藤のサポート役を務めたほか、昼の部と夜の部の合間（15:40 - 17:55）には、ABC本社のラジオスタジオで鉄瓶と共に特別企画（構成は前年と同じ）の進行を担当した。

#### 主な出演者
- 昼の部（開演12:00）
  - 演者：桂小留※開口一番につきオフエア、月亭方正、桂咲之輔、桂吉の丞、笑福亭仁智、桂米二、桂文珍
- 夜の部「銀瓶しごきの会」（開演17:30）
  - 演者[23]：笑福亭呂好※開口一番につきオフエア[24]、笑福亭銀瓶、桂南天、7代目笑福亭松喬

### 「第117回 ABCラジオ上方落語をきく会」
2019年2月10日（日曜日）にあましんアルカイックホール・オクトで開催。「激突! ドキハキvs.ラジオノオト」というテーマで、『ドッキリ!ハッキリ!三代澤康司です』（三代澤がメインパーソナリティを務める平日午前の帯ワイド番組）と『伊藤史隆のラジオノオト』（伊藤がメインパーソナリティを務めるナイターオフ期間火 - 金曜日夜間の生ワイド番組）が競い合う構成を取っていた。
総合司会の顔触れと特別企画の構成は前年と同じだが、幕間（16:10 - 18:02）に放送された特別企画では、桂紗綾ではなく熊谷奈美が鉄瓶のパートナーを担当した。その一方で、前年（2018年）から落語に取り組んでいる桂は、昼の部の「開口一番」で創作落語の『初鳴き』を披露した。

#### 主な出演者
- 昼の部「『ドッキリ!ハッキリ!三代澤康司です』プロデュース」（開演12:30）
  - 演者：桂紗綾※開口一番、笑福亭鉄瓶、桂雀五郎、笑福亭たま、桂南天、笑福亭生喬、笑福亭仁智
    - 桂紗綾が開口一番で披露した『初鳴き』については、例年の開口一番と同じく開演当日のオンエアを割愛したが、会場で鑑賞できなかったリスナーから中継後に放送のリクエストが相次いで寄せられた。このため、公演と同時に収録した音源を、2019年3月17日の『日曜スペシャル』（22:00 - 22:30）で「なみはや亭特別興行 桂紗綾のアナウンサー落語をきく会」（出演：席亭の伊藤と、ゲスト格の三代澤、桂紗綾）としてノーカットで放送した。
- 夜の部「『伊藤史隆のラジオノオト』プロデュース」（開演17:30）
  - 演者：桂慶治朗※開口一番につきオフエア、桂あおば、桂吉弥、林家菊丸、7代目笑福亭松喬、笑福亭銀瓶、桂米團治

### 「第118回 ABCラジオ上方落語をきく会」
2020年2月11日（火曜日・建国記念の日）から2月15日（土曜日）までABCホール（3代目）で開催（いずれも開演18:30、放送19:00 - 21:00）。
総合司会の顔触れは前年と同じだが、伊藤は11日から2月14日（金曜日）まで、オフエア（開口一番）の時間帯に出演しなかった。ABCホールに隣接する朝日放送グループ本社屋内のラジオスタジオで当該時間帯（18:00 - 19:00）に『伊藤史隆のラジオノオト』短縮版の生放送へ臨んでいたことによるもので、同番組の本編終了直後（19:02:30）から中継のオープニングへ合流していた。
2日目に当たる2月12日（水曜日）の開演前には、「第三回 桂紗綾といく落語ツアーin上方落語をきく会」の一環で、小佐田・笑福亭鉄瓶・桂紗綾の出演による「鉄瓶・紗綾の落語塾」（『日曜落語 〜なみはや亭〜』との連動企画）の公開収録をABCホール前のオープンスペースで開催（2月23日と3月1日の同番組で放送）。鉄瓶は、当日の中入りの時間帯にも、舞台袖での司会陣のトークにゲストで出演した。

#### 主な出演者
- 2020年2月11日「桂南天プロデュース」
  - 演者：桂米輝※開口一番につきオフエア、桂米紫、桂枝曾丸、林家花丸、桂南天
- 2020年2月12日「6代目松鶴・3代目春團治直門特集」
  - 演者：笑福亭呂好※開口一番につきオフエア、笑福亭喬介、桂梅團治、笑福亭鶴ニ、4代目桂福團治
- 2020年2月13日「五年祭間近 米朝直門特集」
  - 演者：桂弥太郎※開口一番につきオフエア、桂宗助（現：桂八十八）、桂米團治、桂千朝
  - 座談会ゲスト[31]：桂ざこば[32]
- 2020年2月14日「芸歴25周年の平成6年入門組と、節目[33]を迎えたベテラン」
  - 演者：桂三語※開口一番につきオフエア、林家菊丸、桂かい枝、桂小春團治、桂文珍
- 2020年2月15日「ABCラジオの顔特集」
  - 演者：桂弥っこ※開口一番につきオフエア、桂りょうば[34]、桂吉弥[35]、桂雀太、7代目笑福亭松喬[36]

### 「第119回 ABCラジオ上方落語をきく会」
2021年1月30日（土曜日）に国立文楽劇場で開催。前年の公演時点で始まっていた新型コロナウイルスへの感染が日本国内で拡大していることから、ABCラジオでは開催の是非を慎重に検討した末に、「上方落語や『上方落語をきく会』の伝統を絶やしてはならない」という姿勢で開催を決めた。ただし、昼の部・夜の部とも観客席を定員の750席から市松模様風の配置で330席に減らしたほか、観客には入場時の検温・消毒への協力や場内でのマスク着用を求めた。
総合司会の顔触れは前年と同じだが、三代澤は朝日放送グループの定年（60歳）到達によって2021年3月31日付で朝日放送テレビを退職（翌4月1日からフリーアナウンサーへ転身）することが決まっていたため、同局のアナウンサーとしては最後の司会になった。
昼の部では、桂りょうば（2代目桂枝雀の長男）を対象に「しごきの会」（枝雀も前名の桂小米時代に経験していた企画）を3年振りに復活させた。昼の部と夜の部の幕間（15:30 - 17:55）には、国立文楽劇場舞台袖の特設ブースから、桂紗綾の進行・小佐田らの出演で「桂紗綾のハーフタイム笑」を生放送。その関係で、桂紗綾は夜の部の後半（19時台）から総合司会に加わった。
夜の部については当初、1日開催時の定例に沿って、終演時間を21:00に設定していた。日本政府が新型インフルエンザ等対策特別措置法に基づいて2021年1月7日付で発出した新型インフルエンザ等緊急事態宣言の対象地域に13日から大阪府が加わったが、実際には夜の部の終演時間を20:00に繰り上げただけで、昼・夜の部とも演者を変更せずに開催した。ABCラジオで17:55 - 21:00に組んでいた夜の部の中継枠では、放送枠を短縮しない代わりに、20時台に「ハーフタイム笑」延長戦を急遽編成。観客が全員退場したタイミングで、夜の部の本編の演者全員を舞台上に迎えて、リスナーや観客からのメッセージを交えながら三代澤・伊藤・桂紗綾の進行で放送している。

#### 主な出演者
- 昼の部「りょうばしごきの会」[40]（開演12:00、放送12:30 - 15:30）
  - 演者[41]：桂弥壱※開口一番につきオフエア、桂りょうば、7代目笑福亭松喬、桂南光
- 夜の部（開演17:30、放送17:55 - 21:00）
  - 演者：笑福亭呂翔※開口一番につきオフエア、笑福亭鉄瓶、桂吉弥、林家菊丸、桂南天

### 「ABC創立70周年記念 第120回 ABCラジオ上方落語をきく会」
2022年3月6日（日曜日）にグランフロント大阪（大阪市北区）北館4階のナレッジシアターで開催。前年（第119回）まで総合司会を務めていた三代澤は本人の意向により担当せず、伊藤と桂紗綾のコンビで進行した。また、昼の部では7代目笑福亭松喬、夜の部では桂吉弥がトリを務めた。
開催に際しては、有観客イベントに関する日本政府のガイドラインを遵守しつつ、昼の部・夜の部ともナレッジシアター（最大客席数381席）における観客の収容率を100%に設定。2022年1月17日（月曜日）からチケットの一般発売を開始したが、昼の部・夜の部とも開始の数日後から中断させた。大阪府内で新型コロナウイルスへの感染が2021年末から再び拡大していることを踏まえた措置として、上記の収容率を昼の部で60%・夜の部で50%にまで暫定的に下げたうえでチケットを発売したところ、受付件数が早々に発売予定枚数分に達したことによる。
ABCラジオでは、昼の部・夜の部とも収容率を80%にまで引き上げたうえで、2月18日（金曜日）からチケットの一般発売を再開。公演当日の3月6日には、昼の部と夜の部の幕間（15:50 - 18:00）に鈴木淳史の進行による「ソデのインタビュー部屋」（昼の部・夜の部への出演者全員に対するインタビュー企画で、ナレッジシアター舞台袖特設ブースからの生放送）をはさみながら、生中継をおよそ8時間にわたって放送した。
その一方で、「PIA LIVE STREAM」（チケットぴあが運営するライブストリーミングサービス）を通じて公演動画の有料ライブ配信を初めて実施することに伴って、料金を上記チケットの半額に設定した「オンライン鑑賞券」（配信専用の電子チケット）を別途発売。「オンライン鑑賞券」の購入者には、公演の1週間後（3月13日の21:00）まで「PIA LIVE STREAM」を通じてアーカイブ動画も配信した。

#### 主な出演者
- 昼の部（開演12:30）
  - 演者：桂源太※開口一番につきオフエア[47][48]、笑福亭智丸、桂小鯛、笑福亭羽光、桂南天、笑福亭鉄瓶、7代目笑福亭松喬
- 夜の部（開演17:30）
  - 演者：桂九ノ一※開口一番につきオフエア[47][49]、桂りょうば、桂二葉、桂華紋、桂文三、月亭方正、桂吉弥

### 「第121回 ABCラジオ上方落語をきく会」
昼夜2部構成の公演として、2023年2月19日（日曜日）に国立文楽劇場で開催。国立文楽劇場での開催に際しては、新型コロナウイルス感染症への予防策を引き続き講じつつも、2年前（2021年）の第119回公演のような座席の制限を設けなかった。昼の部・夜の部とも2022年11月20日（日曜日）からチケットの一般発売を開始したところ、2023年2月2日（木曜日）の時点で完売した。
その一方で、前回（第120回）の公演に続いて公演動画の有料ライブ／アーカイブ配信を「PIA LIVE STREAM」で実施。アーカイブ動画の配信期間は公演日から1週間プラス2日（2023年2月28日の23:59まで）で、配信限定のチケットを1月22日（日曜日）から発売した。
昼の部では、林家菊丸が初めてのトリで『吉野狐』（2代目菊丸作）を披露。菊丸の前には、7代目笑福亭松喬が『てれすこ』を演じた。いずれも古典落語の演目に数えられているが、「上方落語をきく会」での披露は他の落語家を含めても初めてである。その一方で、開演・放送の時間帯には、「上方落語をきく会」が日本国内向けのTwitterトレンドランキングで一時上位に入っていた。
夜の部では、女流落語家から初めて桂二葉が「しごきの会」に挑戦。師匠の桂米二および、桂吉弥が「しごき役」を務めた。
ABCラジオでの放送時間は13:00 - 21:00で、昼の部と夜の部の合間（15:44 - 18:00）には、「鉄瓶・淳史の激白!落語界ノンフィクション」（笑福亭鉄瓶と鈴木淳史の進行によるトーク企画）を本社のラジオスタジオから挿入。桂咲之輔と7代目松喬をゲストに迎えていた。その一方で、国立文楽劇場では『桑原征平粋も甘いも』（2022年から桂紗綾が小寺右子と交互に桑原のパートナーを担当）のスタッフによる「『桑原征平粋も甘いも』日めくり金言カレンダー」（正式な発売日は2月20日）の先行販売も実施した。
総合司会の顔触れは前年と同じで、朝日放送テレビ正社員としての定年（60歳）を2023年3月31日に控えていた伊藤史隆にとっては、同局の正社員アナウンサーとして司会を務める最後の公演であった。このような事情から、2023年1月分の「ABCラジオタイムテーブル」では、前回の「上方落語をきく会」で撮影された高座の写真を表紙の片面、福島天満宮の境内で撮影した伊藤の写真をもう一方の面に採用。また、第121回公演の告知と『伊藤史隆のラジオノオト』の紹介を兼ねた特集として、伊藤へのインタビュー記事が掲載されている。さらに、開催当日の朝（9:00 - 9:45）に編成されていた『日曜落語 〜なみはや亭〜』では、「席亭」の伊藤が三代澤康司をゲストに迎えて公演の聴きどころを紹介する対談企画を後半に放送。三代澤が前年に続いて「観客の1人」として客席から公演を見届けることも明かしていた。
なお、伊藤は朝日放送テレビで正社員定年の翌日（2023年4月1日）から嘱託扱いの「シニアアナウンサー」へ移行したことを機に、同局での職務と並行しながら神戸新開地・喜楽館の支配人に就任。本人曰く、『日曜落語 〜なみはや亭〜』で「（『落語の定席』としては実在していない『なみはや亭』の）バーチャル席亭」を続けながら、喜楽館の「リアル席亭」（初代支配人）を兼務している。

#### 主な出演者
- 昼の部（開演12:30）
  - 演者：桂二豆※開口一番につきオフエア[47]、桂三実、桂りょうば、笑福亭たま、桂南天、7代目笑福亭松喬、林家菊丸
- 夜の部（開演17:30）「桂二葉しごきの会」
  - 演者[52]：月亭秀都※開口一番につきオフエア[47]、桂二葉、桂吉弥、桂米二

### 「第122回 ABCラジオ上方落語をきく会」
昼夜2部構成の公演として、2024年3月3日（日曜日）に国立文楽劇場で開催。チケット一般発売の初日（2023年11月12日＝日曜日）に万博記念公園（大阪府吹田市）で開かれていた「ABCラジオまつり2023」では、希望する場所の座席を指定できるチケットを会場内のブース限定で販売した。その一方で、前回（第122回）までインターネット上で実施していた公演動画のライブ／アーカイブ配信を、昼の部・夜の部とも見送っている。
ABCラジオでの放送時間は13:00 - 21:00で、昼夜とも総合司会を伊藤史隆と桂紗綾が共同で担当。伊藤が公演を告知するラジオCMでは、「めくるめく大人のテーマパーク」というキャッチコピーが新たに盛り込まれた。
また、昼の部と夜の部の合間には、「落語・ザ・ドキュメント～僕の好きな先生～」（笑福亭鉄瓶と鈴木淳史の進行によるトーク企画）を本社のラジオスタジオから挿入。「先生」（ゲスト）は2人で、「大の落語好き」を自認しているヒロ寺平を1人目、上方落語や江戸落語を代表する噺家（3代目桂米朝・桂吉弥・3代目三遊亭圓歌など）との縁が深い故に「落語会へ招かれても、楽屋で関係者との歓談に興じるばかりで、客席から落語を鑑賞したことがない」という桑原征平を2人目に迎えた。さらに、桑原を迎えたパート（後半）では、「なべやき屋キンレイPresents クイズ うどん・ザ・ドキュメント」（「鉄瓶が生放送でうどんをすする所作」と「鉄瓶が生放送で『キンレイ お水がいらない鍋焼うどん』を実食する音」から前者を聞き分けさせる二者択一式のクイズ企画）を実施。このパートの放送中にリスナーから解答を受け付けたうえで、正解したリスナーから抽選で10名に「キンレイ お水がいらない」ブランドの冷凍食品（4品目の詰め合わせ）を贈呈している。

#### 主な出演者
- 昼の部（開演12:30）
  - 演者：笑福亭喬龍※開口一番につきオフエア[47]、桂りょうば、笑福亭鉄瓶、笑福亭たま、笑福亭銀瓶、桂かい枝、7代目笑福亭松喬
- 夜の部（開演17:30）
  - 演者：桂笑金※開口一番につきオフエア[47]、笑福亭笑利、桂慶治朗、桂佐ん吉、桂南天、桂吉弥、桂文珍

### 「第123回 ABCラジオ上方落語をきく会」
昼夜2部構成の公演として、2025年2月16日（日曜日）に国立文楽劇場で開催。例年通り、昼夜とも伊藤史隆と桂紗綾が司会を務めた。
一般向けのチケット発売開始日は2024年11月9日（土曜日）で、同日と翌10日（日曜日）に万博記念公園で開催された「ABCラジオまつり2024」では、希望する場所の座席を指定できるチケットを会場内のブース限定で販売した。

#### 主な出演者
- 昼の部（開演12:30）
  - 演者：林家染八※開口一番につきオフエア[47]、桂りょうば、月亭方正、桂佐ん吉、7代目笑福亭松喬、桂米紫、桂米團治
- 夜の部（開演17:30）
  - 演者：桂天吾※開口一番につきオフエア[47]、桂三実、桂ちょうば、笑福亭鉄瓶、桂南天、林家菊丸、桂南光

## しごきの会
将来を期待される若手・中堅の落語家が、大御所クラスの落語家の助演を受けながら、3席分のネタを一気に下ろす（客前で初めて披露する）特別企画。助演する落語家は、主演の落語家の出番の前後に得意のネタを披露する。
1972年8月の第47回で10代目桂小米（後の2代目枝雀）が米朝、松鶴の助演を受けて初めて開催。以後、2代目春蝶、4代目林家小染、三枝（後の6代文枝）、5代目笑福亭枝鶴、朝丸（後のざこば）、文珍、八方、べかこ（後の南光）、きん枝（後の4代小文枝）が挑戦した。
1988年の桂雀々を最後に休止していたが、『歌謡大全集』『ドッキリ!ハッキリ!三代澤康司です』のパーソナリティとしてABCラジオと縁の深い南天（大師匠の2代目枝雀、師匠の南光と師弟3代で）の出演で2016年に復活。2018年には銀瓶、2021年にはりょうば（実父の2代目枝雀と親子2代で）、2023年には二葉（女流落語家から初めて）が挑戦している。

## 主要スタッフ
- プロデューサー：戸谷公一[55]（朝日放送ラジオ）
- 構成：日沢伸哉（亡くなるまで担当）